# Эйнтховен, Виллем
Ви́ллем Эйнтхо́вен (нидерл. Willem Einthoven; 21 мая 1860, Семаранг — 29 сентября 1927, Лейден) — нидерландский физиолог, основоположник электрокардиографии, сконструировал в 1903 году прибор для регистрации электрической активности сердца, впервые в 1906 году использовал электрокардиографию в диагностических целях, получил Нобелевскую премию по физиологии или медицине в 1924 году.

## Ранние годы
Виллем Эйнтховен родился 21 мая 1860 года в Семаранге в семье военного врача Якоба Эйнтховена, потомка испанских евреев, переселившихся в Голландию во времена инквизиции в XV веке, и его второй жены Луизы Марии Матильды Каролины де Фогель, дочери местного финансового управляющего Виллема де Фогеля. Фамилия Эйнтховен произошла от двоюродного деда Якоба — согласно кодексу Наполеона все граждане Франции и её провинций, которой тогда являлась Голландия, были обязаны обзавестись фамилиями, и Израиль Давид, двоюродный дед Якоба, взял искажённую фамилию по своему месту жительства, городу Эйндховену. Виллем был старшим из трёх сыновей и третьим ребёнком в семье. В 1866 году Якоб Эйнтховен умер от инсульта, оставив на руках Луизы шестеро детей. Спустя четыре года семья переехала в Утрехт. Там Виллем окончил среднюю школу (нидерл. Hogere burgerschool) и 16 октября 1878 года поступил на медицинское отделение в Утрехтский университет, заключив армейский контракт для оплаты учёбы, поскольку семья испытывала финансовые затруднения.

### Обучение и становление как учёного
Виллем намеревался пойти по стопам отца, однако его исключительные способности начали развиваться в совершенно другом направлении. После прохождения практики в качестве помощника офтальмолога в известной в Голландии глазной больнице «Госпиталь для страдающих от глазных болезней» (нидерл. Gasthuis voor Ooglijders) и получения степени бакалавра он провёл два исследования, вызвавшие впоследствии широкий интерес. Первое называлось «Некоторые замечания о механизме локтевого сустава» (фр. Quelques remarques sur le mécanisme de l’articulation du coude). Дело в том, что Эйнтховен был поклонником физического воспитания. В студенческие годы он был отличным спортсменом и не раз убеждал своих друзей «не дать погибнуть телу». Он был избран президентом союза гимнастов и фехтовальщиков и позже стал одним из основателей Утрехтского студенческого гребного клуба. Во время занятия гимнастикой он сломал запястье и для того, чтобы восстановить работоспособность руки, занялся гребным спортом, отчасти ради соперничества со своим братом за первое место в соревновании по гребле среди голландских студентов. В то же время, будучи вынужденно ограниченным в движении, он заинтересовался пронацией и супинацией руки и работой плечевого и локтевого суставов.
Позднее Эйнтховен под руководством офтальмологов Франса Дондерса и Херманна Снеллена провёл второе исследование «Стереоскопия посредством дифференцировки цветов» (нидерл. Stereoscopie door kleurverschil, 1885), которое было опубликовано в качестве его докторской диссертации. В том же году Эйнтховен получил степень доктора медицины и философии. Согласно условиям армейского контракта он был обязан пройти службу в медицинском корпусе. Однако в том же году умер профессор физиологии в Лейдене Адриан Хейнсиус, и с решительной поддержкой Ф. Дондерса Виллем был назначен преемником Хейнсиуса, что освободило его от воинской повинности. Таким образом, Эйнтховен в январе 1886 года в возрасте 25 лет вошёл в должность профессора Лейденского университета и оставался в этой должности всю жизнь. Первым его серьёзным исследованием, проведённым в Лейдене, было «О работе бронхиальной мускулатуры, изученной новым методом, и о нервной астме» (нем. Über die Wirkung der Bronchialmuskeln nach einer neuen Methode untersucht, und über Asthma nervosum, 1892). В книге В. Нагеля «Справочник по физиологии человека» (нем. Handbuch der Physiologie des Menschen) оно охарактеризовано как «большая работа».
В то же время Эйнтховен возобновил исследования в оптике. Среди его работ на эту тему можно выделить «Простое физиологическое объяснение различных геометрическо-оптических иллюзий» (нем. Eine einfache physiologische Erklärung für verschiedene geometrisch-optische Täuschungen, 1898), «Аккомодация человеческого глаза» (нем. Die Accomodation des menschlichen Auges, 1902), «Вид и величина электрического отклика глаза на световое возбуждение различной интенсивности» (англ. The form and magnitude of the electric response of the eye to stimulation by light at various intensities, 1908).
В 1886 году Виллем Эйнтховен женился на Фредерике Жанне Луизе де Фогель, сестре бывшего руководителя системы здравоохранения в Голландской Ост-Индии. У них родилось четверо детей: Аугуста (1887 год), Луиза (1889 год), Виллем (1893 год) и Джоанна (1897 год).

## Вклад в электрокардиографию
В 1885-1889 годы Эйнтховен занимался исследованием физиологии дыхания, в частности изучением работы блуждающего нерва в механизме контроля дыхания. В 1889 году Эйнтховен посетил первый международный конгресс по физиологии в Базеле. Там он познакомился с техникой записи электрокардиограммы, продемонстрированной Огастесом Уоллером на примере своей собаки Джимми, которому в 1887 году впервые удалось записать кардиограмму человека на капиллярном электрометре. В 1893 году на заседании Нидерландской медицинской ассоциации Эйнтховен предложил к использованию новый термин «электрокардиограмма». Позже, однако, он отказался от авторства в пользу Уоллера. С 1890 по 1895 годы Эйнтховен занимался устройством капиллярного электрометра, улучшая его функциональность и увеличивая разрешение, применяя физико-математический подход. Ему удалось получить хорошие электрокардиографические изображения. Каждому циклу сердечного сокращения соответствовало пять зубцов, для которых Эйнтховен ввёл новую номенклатуру: P, Q, R, S, T и U, чтобы избежать разногласий с номенклатурой A, B, C и D, введённой им в предыдущих работах по исследованию электрометра, в которых он не записывал отрицательные зубцы.
Эйнтховену не удавалось усовершенствовать капиллярный электрометр настолько, чтобы он мог применяться в диагностических целях. Поэтому он начал работать с другим инструментом — струнным гальванометром. Эйнтховен не знал о том, что в 1897 году похожее устройство уже было сконструировано как средство связи французским инженером Клементом Адером. Однако аппарат Адера обладал чувствительностью, которой не было достаточно для использования применительно к электрокардиографии. Тем не менее, в своей работе «Новый гальванометр» (фр. Un nouveau galvanomètre, 1901) Эйнтховен упомянул аппарат Адера.
При разработке собственного струнного гальванометра Эйнтховен взял за основу конструкцию магнитоэлектрического гальванометра Депре-Д’Арсонваля. Он заменил подвижные части (катушку и зеркало) на тонкую посеребрённую кварцевую нить (струну). По нити пропускался электрический сигнал сердца, регистрируемый с поверхности кожи. Вследствие этого на нить в поле электромагнита действовала сила Ампера, прямо пропорциональная величине силы тока ({\displaystyle d{\vec {F}}=I[d{\vec {l}},{\vec {B}}]}), и нить отклонялась нормально к направлению линий магнитного поля. Кварцевые нити изготовлялись следующим образом: на конце стрелы закреплялось кварцевое волокно таким образом, чтобы оно удерживало стрелу при натянутой тетиве лука; волокно нагревалось до той степени, когда оно не было способно сдерживать натяжение тетивы, и стрела выстреливала, вытягивая волокно в тонкую однородную нить диаметром 7μ. Далее нить требовалось покрыть слоем серебра, для этого Эйнтховен сконструировал специальную камеру, в которой она бомбардировалась беспримесным серебром.
Одной из самых больших проблем было создание источника сильного и постоянного по значению магнитного поля. Эйнтховену удалось создать электромагнит, обеспечивавший поле в 22 000 Гс, однако он настолько разогревался в рабочем состоянии, что для него пришлось подвести систему водяного охлаждения. Другая проблема заключалась в создании системы записи и измерения отклонений нити. Посоветовавшись с Дондерсом и Снелленом, Эйнтховен сконструировал систему линз, позволявшую фотографировать тень нити. В качестве источника света он использовал массивную дуговую лампу. Устройство фотографической камеры включало в себя фотографическую пластинку, которая во время снятия показаний двигалась с постоянной скоростью, регулируемой масляным поршнем. Пластинка передвигалась под линзой, на которой была нанесена шкала в вольтах. Временна́я шкала наносилась на саму пластинку тенями от спиц вращающегося с постоянной угловой скоростью велосипедного колеса.
Благодаря использованию очень лёгкой и тонкой нити и возможности изменять её напряжение для регулирования чувствительности прибора струнный гальванометр позволил получить более точные выходные данные, чем капиллярный электрометр. Первую статью о записывании электрокардиограммы человека на струнном гальванометре Эйнтховен опубликовал в 1903 году. Существует мнение, что Эйнтховену удалось достичь точности, превосходящей многие современные электрокардиографы.
В 1906 году Эйнтховен опубликовал статью «Телекардиограмма» (фр. Le télécardiogramme), в которой описал метод записи электрокардиограммы на расстоянии и впервые показал, что электрокардиограммы различных форм сердечных заболеваний имеют характерные различия. Он привёл примеры кардиограмм, снятых у пациентов с гипертрофией правого желудочка при митральной недостаточности, гипертрофией левого желудочка при аортальной недостаточности, гипертрофией левого ушка предсердия при митральном стенозе, ослабленной сердечной мышцей, с различными степенями блокады сердца при экстрасистоле.
Вскоре после опубликования первой статьи о применении электрокардиографа Эйнтховена посетил инженер из Мюнхена Макс Эдельманн с предложением наладить производство электрокардиографов и выплачивать Эйнтховену отчисления примерно по 100 марок за каждый проданный аппарат. Первые электрокардиографы, произведённые Эдельманном, были фактически копиями образца, сконструированного Эйнтховеном. Однако изучив чертежи электрокардиографа Эйнтховена, Эдельманн понял, что его можно усовершенствовать. Он увеличил мощность и уменьшил размеры магнита, а также устранил необходимость его водяного охлаждения. В результате Эдельманн сконструировал аппарат, сильно отличающийся по параметрам и дизайну от первоисточника, к тому же он узнал об аппарате Адера и использовал это как довод к тому, чтобы больше не выплачивать дивиденды от продаж. Разочаровавшись, Эйнтховен принял решение в дальнейшем не сотрудничать с Эдельманном и обратился с предложением заключить соглашение о производстве к директору компании CSIC Хорэсу Дарвину.
Представителю компании, посетившему лабораторию Эйнтховена, не приглянулись возможности аппарата в силу его громоздкости и требовательности к людским ресурсам: он занимал несколько столов, весил приблизительно 270 килограммов и требовал для полноценного обслуживания до пяти человек. Однако в своей статье «Дополнительно об электрокардиограмме» (нем. Weiteres über das Elektrokardiogramm, 1908). Эйнтховен показал диагностическое значение электрокардиографии. Это послужило серьёзным аргументом, и в 1908 году CSIC начала работы по усовершенствованию аппарата; в том же году был произведён и продан британскому физиологу Эдварду Шарпей-Шеферу первый произведённый компанией электрокардиограф.
К 1911 году была разработана «настольная модель» аппарата, владельцем одной из которых стал кардиолог Томас Льюис. Используя свой аппарат, Льюис изучил и классифицировал различные типы аритмии, ввёл новые термины: пейсмейкер, экстрасистола, мерцательная аритмия и опубликовал несколько статей и книг об электрофизиологии сердца. Устройство и управление аппаратом всё же оставалось затруднительным, о чём косвенно свидетельствует прилагавшаяся к нему десятистраничная инструкция. В период с 1911 по 1914 годы было продано 35 электрокардиографов, десять из которых было отправлено в США. После войны было налажено производство аппаратов, которые можно было бы подкатить непосредственно к больничной койке. К 1935 году удалось снизить вес аппарата до примерно 11 килограммов, что открыло широкие возможности к его использованию в медицинской практике.

### Треугольник Эйнтховена
В 1913 году Виллем Эйнтховен в сотрудничестве с коллегами опубликовал статью, в которой предложил к использованию три стандартных отведения: от правой руки к левой, от правой руки к ноге и от ноги к левой руке с разностями потенциалов: I,II и III соответственно. Такая комбинация отведений составляет электродинамически равносторонний треугольник с центром в источнике тока в сердце. Эта работа положила начало векторкардиографии, получившей развитие в 1920-х годах ещё при жизни Эйнтховена.

### Закон Эйнтховена
Закон Эйнтховена является следствием закона Кирхгофа и утверждает, что разности потенциалов трёх стандартных отведений подчиняются соотношению I+II=III. Закон имеет применение, когда вследствие дефектов записи не удаётся идентифицировать зубцы P, Q, R, S, T и U для одного из отведений; в таких случаях можно вычислить значение разности потенциалов, при условии, если для других отведений получены нормальные данные.

## Поздние годы и признание
В 1924 году Эйнтховен прибыл в США, где помимо посещения различных медицинских заведений прочитал лекцию из цикла Лекций Харви (англ. Harvey Lecture Series), положил начало циклу Лекций Данхема (англ. Dunham Lecture Series) и узнал о присуждении ему Нобелевской премии. Примечательно, что когда Эйнтховен в первый раз прочитал эту новость в Boston Globe, он подумал, что это либо шутка, либо опечатка. Однако его сомнения развеялись, когда он ознакомился с сообщением от Reuters. В том же году он получил премию с формулировкой «За открытие техники электрокардиограммы». За свою карьеру Эйнтховен написал 127 научных статей. Последняя его работа была опубликована посмертно, в 1928 году, и посвящалась токам действия сердца. Исследования Виллема Эйнтховена порой причисляются к десяти величайшим открытиям в области кардиологии в XX веке. В 1979 году был основан Фонд Эйнтховена, целью которого является организация конгрессов и семинаров по кардиологии и кардиохирургии.
Эйнтховен долгие годы страдал от артериальной гипертензии. Однако причиной его смерти 29 сентября 1927 года стал рак желудка. Эйнтховен был похоронен на церковном кладбище в городе Угстгест.